# Dinwiddie
Dinwiddie é a sede do Condado de Dinwiddie, Virgínia, Estados Unidos. 

## História
A cidade foi o local da Batalha de Dinwiddie Court House, da Batalha de Five Forks e da Batalha da Estação de Sutherland durante a Campanha de Appomattox.

## Pontos turísticos
Burnt Quarter,  Dinwiddie County Court House, e Williamson Site são seus principais pontos turísticos. 